# Thelypteris rustica
Thelypteris rustica är en kärrbräkenväxtart som först beskrevs av Fée, och fick sitt nu gällande namn av George Richardson Proctor. Thelypteris rustica ingår i släktet Thelypteris och familjen Thelypteridaceae. Inga underarter finns listade.